# Conférence de Bamberg
 (février 2020).
Si vous disposez d'ouvrages ou d'articles de référence ou si vous connaissez des sites web de qualité traitant du thème abordé ici, merci de compléter l'article en donnant les références utiles à sa vérifiabilité et en les liant à la section « Notes et références ».
La Conférence de Bamberg (en allemand : Bamberger Führertagung) réunissait une soixantaine de membres de la direction du parti nazi, et a été spécialement convoquée par Adolf Hitler à Bamberg, en Haute-Franconie, en Allemagne, le dimanche 14 février 1926.

## Objectifs
Les objectifs d'Hitler en convoquant la conférence étaient divers.
Tout d’abord, cette conférence avait pour but d'étouffer la dissidence d'inspiration socialiste qui avait surgi dans le parti nazi parmi les membres de ses branches du nord rassemblés autour de Gregor Strasser au sein du regroupement le mouvement des travailleurs des gaue du nord- et de l'ouest du NSDAP (Arbeitsgemeinschaft der nord- und westdeutschen gaue der NSDAP) créé en 1925 par Strasser et pour favoriser l'unité du parti basée sur - et seulement sur - le "principe de leadership" (Führerprinzip).
Ensuite, Hitler avait pour objectif d'établir sans controverse sa position en tant qu'autorité ultime unique, absolue et incontestée au sein du parti, dont les décisions sont définitives et sans appel.
Hitler souhaitait également affirmer que le parti n'était pas une institution démocratique ou consensuelle.